# Stomatopoda
Le canocchie (Stomatopoda) formano un ordine di crostacei che conta circa 200 specie di cui 7 presenti nel mar Mediterraneo, per la maggior parte molto rare. La specie più comune nei mari italiani è Squilla mantis, nota col nome comune di canocchia comune, spannocchia o cicala di mare.

## Descrizione

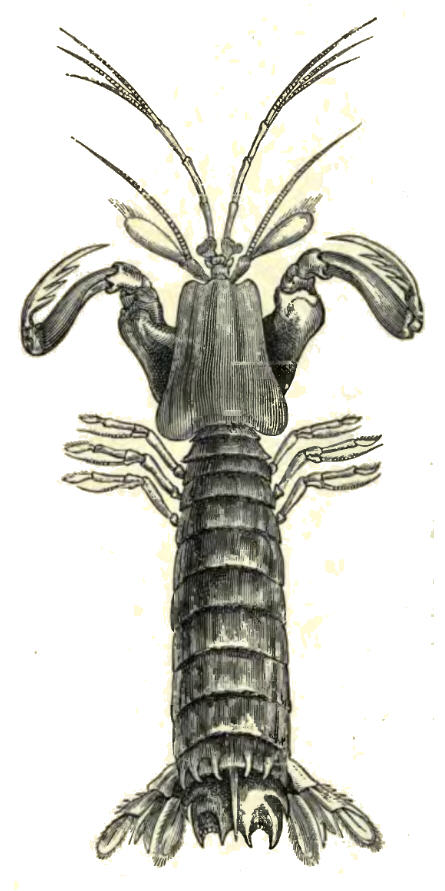
Descrizione di Richard Lydekker.

Questi crostacei hanno dimensioni piuttosto grandi e corpo allungato e schiacciato sul dorso con segmentazione molto visibile. Il secondo paio di arti toracici è modificato in appendici raptatorie, con aspetto molto diverso a seconda delle specie e delle abitudini alimentari. Ad esempio, in Squilla mantis e nelle altre specie mediterranee che si nutrono di organismi a corpo molle, queste appendici hanno un aspetto simile alle zampe protoraciche della mantide religiosa ma disposte al contrario, con l'apertura in alto anziché in basso e dotate di lunghe spine. In specie che si nutrono di bivalvi o di crostacei a guscio duro, queste appendici hanno invece un aspetto più massiccio e vengono usate per spaccare i tegumenti della preda, come fossero mazze.
Gli occhi degli stomatopodi sono molto sviluppati e sono posti su peduncoli che consentono loro di avere una visione binoculare. Gli occhi peduncolati delle specie appartenenti a questo ordine possono avere fino a 16 diversi tipi di fotorecettori, 12 dei quali specializzati ognuno nella percezione di un certo colore, col risultato che tali specie possiedono uno dei meccanismi di visione più complessi tra quelli noti.

## Alimentazione
Tutti gli Stomatopodi sono carnivori.

## Tassonomia
L'ordine comprende un sottordine e sette superfamiglie:
- Sottordine Unipeltata Latreille, 1825
  - Bathysquilloidea Manning, 1967
  - Gonodactyloidea Giesbrecht, 1910
  - Erythrosquilloidea Manning & Bruce, 1984
  - Lysiosquilloidea Giesbrecht, 1910
  - Squilloidea Latreille, 1802
  - Eurysquilloidea Ahyong & Harling, 2000
  - Parasquilloidea Ahyong & Harling, 2000

Sono presenti numerose forme estinte, tra le quali Pseudosculda del Cretaceo del Libano.

## Pesca
Si catturano in abbondanza con le reti a strascico e le reti da posta, il loro interesse economico è scarso sebbene la Squilla mantis sia un ingrediente molto comune del cacciucco alla livornese e di varie zuppe di pesce.